# Aiserey
Aiserey är en kommun i departementet Côte-d'Or i regionen Bourgogne-Franche-Comté i östra Frankrike. Kommunen ligger i kantonen Genlis som tillhör arrondissementet Dijon. År 2022 hade Aiserey 1 489 invånare.

## Befolkningsutveckling
Antalet invånare i kommunen Aiserey
Referens:INSEE